# Messier 69
Messier 69 (auch als NGC 6637 bezeichnet) ist ein +8,31 mag heller Kugelsternhaufen mit einer Flächenausdehnung von 7,1' im Sternbild Schütze.
Der Kugelsternhaufen wurde am 31. August 1780 von Charles Messier entdeckt, als er ein von Nicolas-Louis de Lacaille beschriebenes Objekt suchte. M 69 ist in Mitteleuropa wegen seiner südlichen Position nicht leicht zu beobachten.
Untersuchungen der Metallizität von Messier 69 und NGC 6624 lassen auf ein Alter der beiden Kugelsternhaufen von 14 Milliarden Jahren schließen. Beide gehören wahrscheinlich dem galaktischen Bulge an.

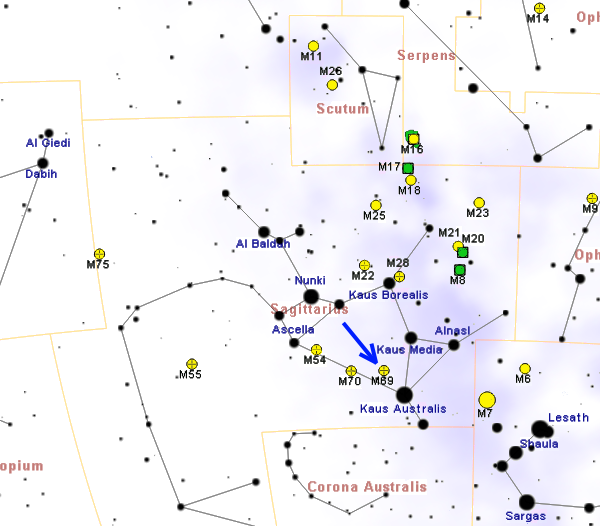
Umgebung von M 69